# Анални секс
Анални секс је вид сексуалног односа. Састоји се од пенетрације ануса, затим ректума партнерке или партнера, најчешће пенисом. Некад се користи и дилдо, сексуална играчка која замењује фалус.
Обично га упражњава мушкарац на жени или другом мушкарцу. Дилдо, евентуално везан каишевима за кукове, омогућава и жени да изводи анални секс над партнером или партнерком.

## Етимологија
У многим језицима света анални секс се означава појмом содомија. У српском језику овај термин има потпуно друго значење.
Реч содомија долази од имена града Содома који је, према Библији, Бог уништио огњеном кишом и сумпором због разврата његових становника. У том делу није експлицитно споменута содомија у значењу какво јој данас приписујемо: становништво Содоме било је окарактерисано великим сексуалним апетитом. У целини узев, нису сви становници Содоме упражњавали аналну пенетрацију. Иста прича среће се и у Курану, у коме Бог говори о истом насељу под именом „KÂoumou Lout“, Бог који је послао пророка да врати те људе на прави пут, али због њиховог незнања Бог је уништио тај народ.
Писац Франсоа Кавана истиче да до данас нисмо нашли никакве информације о гоморији. Овај термин се сматра као синоним за содомију.
У другом контексту, посебно према правним класификацијама појединих савезних држава САД, енглески термин sodomy обухвата друге сексуалне радње које неки осуђују као девијантне, нарочито кунилингус и фелацио (додир уста и полног органа). У немачком језику (Sodomie) и у норвешком (sodomi) овај термин нема никакве везе са аналном пенетрацијом, већ означава зоофилију (скотолоштво). Овакво значење термин содомија има и у српском језику.
Платон је назвао содомију „парењем мужјака“.
Неки содомију називају позом 99 с обзиром на позу 69.

## Историјски аспекти
Анални секс међу мушкарцима био је упражњаван у античкој Грчкој, као и у Риму, у оквиру односа старијег мушкарца, учитеља, који је имао активну улогу у сексуалном односу, и његовог млађег ученика који је имао пасивну улогу.
Под шпанском Инквизицијом анални секс, баш као и содомија, био је сматран као гнусни грех. Анални секс био је оквалификован као потпун уколико је представљао акт два мушкарца и непотпун (дакле мање озбиљан) уколико је представљао чин мушкарца и жене. Појам је подразумевао уз то и друге сексуалне радње, као што су фелацио, кунилингус, мастурбација, онанија. Често је против починилаца била примењивана тортура: издржати тортуру био је доказ добре вере.
Казна за оне који су упражњавали анални секс могла је бити ломача, тежак принудни рад, доживотни или вишегодишњи затвор, прогонство, јавно бичевање, зависно од тежине дела коју је одмеравао инквизитор.
У Француској, као и у многим другим земљама, анални секс је дуго времена био забрањен. Године 1726. један полицијски поручник је жив спаљен због „злочина содомије“, истога дана када је и оптужен. По Мишелу Фукоу „беше то у Француској једна од последњих радикалних осуда због чина содомије“. Содомија као кривично дело је нестала из револуционарног кривичног закона 1791. године.
У Канади Пјер Трудо опозвао је закон против содомије 1969. године.

## Пракса
За разлику од стиднице и вагине, анус и ректум не луче природну течност која би олакшала сексуални однос. Анус је, међутим, прожет бројним нервним завршецима, што представља могући извор задовољства за примаоца. Штавише, током пасивног аналног односа код мушкараца, притисак који се врши на простату може довести до оргазма.
Обично се користи, и то чешће него пљувачка која се може показати недовољном, вештачки подмазивач. Некада је у ту сврху коришћен вазелин, али будући на бази масти, он оштећује презервативе, а и теже се скида. Данас се, најчешће, користе интимни лубриканти на бази воде или силикона.
Како ректум може да садржи остатке фекалне материје, појединци практикују клистир пре почетка аналног односа. Ипак, та пракса може да изазове повреде ректума.

### Медицински ризици аналног секса
Сувише брутална пенетрација може изазвати микропосекотине или крвављења. Анални секс може довести до појаве аналних фисура; у екстремним случајевима упражњавања аналног секса може доћи чак и до пролапса ректума и аналне инконтиненције (немогућности задржавања столице).
Анални сфинктер је увек стегнут, осим у случају дефекације. Из тог разлога анални секс може бити болан. Самим тим једна од основних препорука је додатна лубрикација ануса партнера лубрикансом.
С друге стране, ректална слузокожа је осетљива и порозна за вирусе и бактерије. Она има својство да апсорбује супстанце нагомилане у ректуму. Сходно томе, представља плодно тле за сексуално преносиве болести, поготово сиду. Управо зато се често саветује коришћење презерватива током аналног односа са особом за коју се не зна да ли је инфицирана таквим болестима.

### Популарност
| исказ                              | проценат одговора |
| ---------------------------------- | ----------------- |
| упражњавале и свидело им се        | 10%               |
| упражњавале али им се није свидело | 19%               |
| нису упражњавале али би желеле     | 3%                |
| не би баш волеле да пробају        | 9%                |
| не би уопште пробале               | 36%               |
| без одговора                       | 23%               |

Године 1998. током једног испитивања јавног мњења у Француској, 33% испитаника је изјавило да их „углавном“ или „уопште не би шокирало“ ако би им партнер предложио анални секс, насупрот 47% оних који су изабрали одговор „углавном“ или „потпуно би ме шокирало“. Године 2001. је 29% анкетираних жена изјавило да је упражњавало анални секс.

### Анални секс и невиност
У неким друштвеним и религијским срединама анални секс може представљати алтернативу вагиналној пенетрацији, како би се избегло пуцање химена (девичњака) жене пре брака или да би се спречило оплођење, као код Персијанаца, где је дуго времена била снажно препоручивана као средство контроле рађања, посебно посредством прописа које су у ту сврху ревидирали (преправили) верски поглавари.

## Репресија

### Анални секс наспрам репродукције
Радња која се сматра девијантном јер не води репродукцији, окружена табуима, нарочито у цивилизацијама где се ове природне функције сматрају срамним, анални секс је прихватан на различите начине у разним друштвима и религијама. У наше време поједине земље још увек кривично гоне чин аналног секса између одраслих особа међу којима постоји пристанак, идући чак дотле да траже изрицање смртне казне. Анални секс се често ослања више или мање на клише о мушкој хомосексуалности.
Сем тога, анални секс је осуђиван најчешће као хомосексуална пракса, био је окружен табуима везаним за ту сексуалну оријентацију.

### Анални секс и мушка снага
У старом Риму слободан мушкарац који је упражњавао анални секс и притом био тај који је био активан у том чину, манифестовао је тако своју снагу. Бити активан у аналном односу, без обзира на пол партнера, у старом Риму значило је бити мушкарац.

### Правни аспекти
У енглеском језику sodomy не означава само аналну пенетрацију. У изразима као што су sodomy law, закон који одређује дозвољене или недозвољене радње у тој и тој савезној америчкој држави, sodomy треба схватити као сексуалне радње које се жигошу као девијантне, у које се, осим аналног секса, могу убројати фелацио и кунилингус. Ти закони су, најчешће, доношени с циљем спречавања хомосексуалности. Они се ослањају на клише да само мушкарци хомосексуалци упражњавају анални секс.
Члан 377 кривичног закона Индије, насловљен са „Противприродни деликти“, кажњава „телесне односе у супротности са природним редом“ казном затвора до десет година.
Године 2003. Врховни суд Сједињених Америчких Држава прогласио је неуставним законе појединих савезних држава против содомије. Ти закони крше XIV амандман америчког Устава који јемчи право на приватност и слободу америчким грађанима. Тринаест савезних држава, које се налазе углавном на југу САД, до тада су примењивале законе против содомије на одрасле особе међу којима постоји пристанак, од којих су четири кривично гониле и орални секс: Тексас, Канзас, Оклахома и Мисури.
Дана 1. јула 2006. године у Зимбабвеу је усвојен члан 73 кривичног закона, којим је запрећена казна затвора од две године онима који упражњавају содомију — иако овај закон експлицитно помиње анални секс, изгледа да се претежно односи на хомосексуалност.

## Однос религије
Све хришћанске вере осуђују анални секс као једну од најгорих људских перверзија. Неки сматрају да се овде ради о погрешном тумачењу Библије, и да се анални секс, бар у делу Библије о Содоми и Гомори, изричито не помиње.